# Laurence Austine Waddell

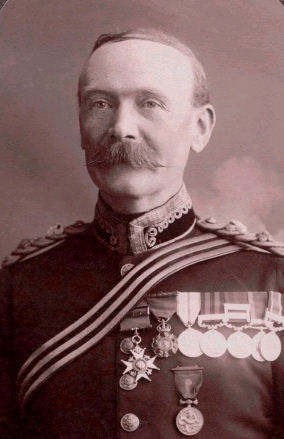
Lawrence Austine Waddell

Laurence Austine Waddell (* 1854; † 1938) war ein britischer Entdecker und Offizier im kolonialen indischen Sanitätsdienst. Von den Landschaften und Kulturen Darjeelings und Tibets fasziniert studierte er die dortigen Sprachen und verbrachte seine Freizeit mit Forschungen und Studien zu tibetischen Themen.

## Leben
Laurence Waddell wurde 1854 in Schottland geboren und in Glasgow ausgebildet. Der britische Soldat, Forscher, Orientalist und Schriftsteller studierte Tibetisch, war Professor für Chemie und Pathologie, Chirurg in der Indian Army und auch Amateurarchäologe. Er verfasste unter anderem (zusammen mit anderen Autoren) die Beiträge über Lhasa und Tibet der Encyclopædia Britannica (1911).
In späteren Jahren veröffentlichte er Historien, die in der wissenschaftlichen Welt keine Anerkennung fanden. Er wird manchmal als der reale Vorläufer der fiktiven Figur Indiana Jones angesehen. Er war auf der Suche nach dem Geburtsort Siddharta Gautamas, des späteren Buddha, aber im letzten Moment wurde stattdessen Alois Anton Führer auf die Suche geschickt, der ihn in Lumbini (wieder)entdeckte. Waddell nahm an Expeditionen in Burma, Indien und den Nachbarländern teil. Er studierte auch Sumerisch und Sanskrit. Waddell sammelte Vogelpräparate, basierend auf einem Exemplar davon beschrieb Henry Dresser eine neue Art, den Großhäherling,  der er den Namen Babax (Pterorhinus) waddelli gab.

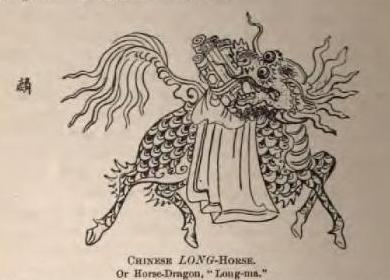
Chinesischer Horse-Dragon, aus: Waddell: The Buddhism of Tibet: Or Lamaism, with Its Mystic Cults, Symbolism and Mythology ..., 1895 (unbekannter chinesischer Künstler)

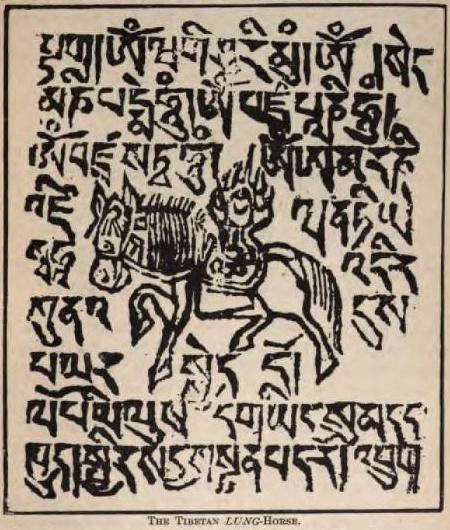
Tibetisches Lung-Horse, aus: Waddell: The Buddhism of Tibet: Or Lamaism, with Its Mystic Cults, Symbolism and Mythology ..., 1895 (unbekannter tibetischer Künstler)

Zu seinen wichtigeren Werken zählen Among the Himalayas, The Buddhism of Tibet or Lamaism und last not least Lhasa and Its Mysteries (1905), worin er unter anderem seinem russischen Kollegen Tsybikov Anerkennung zollte.
Waddell versuchte 1892 nach Lhasa einzureisen, das damals für Ausländer gesperrt war, zunächst verkleidet; es gelang ihm aber erst, als er 1903–1904 die umstrittene britische Expedition nach Tibet begleitete. Er beschreibt seine Ankunft dort als „die Verwirklichung eines lebhaften und lang gehegten Traums“ (the realisation of a vivid and long-cherished dream). Sein Augenzeugenbericht darüber, wie aus der „friedlichen Mission“ (peaceful mission) eine „Invasion“ wurde, nimmt die erste Hälfte dieser Veröffentlichung von 1905 ein. In den späteren Kapiteln werden die Stadt und ihre Bewohner anschaulich dargestellt. Das Buch enthält mehr als hundert von Waddell gemachte Fotografien sowie Karten und Strichzeichnungen.
Der tibetische Unabhängigkeitsaktivist Jamyang Norbu zählt L. A. Waddell (zusammen mit Personen wie Perceval Landon, Edmund Candler und Captain W.F.T. O’Connor) zu den Personen, die das gewaltsame imperialistische Eindringen in Tibet zu rechtfertigen suchten, indem sie die Gesellschaft und die Institutionen Tibets dämonisierten.

## Publikationen
- The non-bacillar nature of abrus-poison, 1884 Digitalisat
- Are venomous snakes auto-toxic?, 1889 (short work) Digitalisat
- The Birds of Sikkim (1893)
- Lamaism (1895)
- Among the Himalayas (1899)
- Report on the excavations at Pātaliputra (Patna); the Palibothra of the Greeks, 1903 Digitalisat
- Lhasa and Its Mysteries-With a Record of the British Tibetan Expedition of 1903–1904 (1905)
- Indo-Sumerian Seals Deciphered (1925) Digitalisat
- Phoenician Origin of the Britons, Scots, and Anglo-Saxons (1924) Digitalisat
- Aryan Origin of the Alphabet (1927)
- Sumer-Aryan Dictionary. An Etymological Lexicon of the English and other Aryan Languages Ancient and Modern and the Sumerian Origin of Egyptian and its Hieroglyphs (1927)
- The Makers of Civilization (1929)
- The British Edda (1930) Digitalisat
- Egyptian Civilization: Its Sumerian Origin and Real Chronology (1930) Digitalisat

Beiträge zur EB1911: Artikel: Lhasa, Tibet (zusammen mit anderen Autoren)